# Goera galli
Goera galli is een schietmot uit de familie Goeridae.
De soort komt voor in het Oriëntaals gebied.